# 새찬송가
새찬송가는 대한예수교장로회(합동),기독교한국루터교회,예수교대한감리회 등 3개 교단이 소속된 새찬송가위원회에서 1962년 편찬 발행한 찬송가이다.
이후 한국찬송가위원회에서 1949년에 편찬발행한 합동찬송가(개편찬송가)와 새찬송가위원회에서 편찬발행한 새찬송가를 합쳐 공동으로 1983년에 통일된 찬송가를 편찬하여 통일찬송가를 발간하였다.

## 같이 보기
- 21세기 찬송가